# Луїджі Ар'єнті
Луїджі Ар'єнті (італ. Luigi Arienti, 6 січня 1937 — 7 лютого 2024) — італійський велогонщик.
Олімпійський чемпіон 1960 року в командній гонці переслідування на 4000 м.